# عبد الحكيم سمارة
عبد الحكيم سمارة هو كاتب وصحفي فلسطيني ولد في قرية جت المثلث عام 1959. أنهى الدراسة الثانوية في مدرسة الطيرة الثانية. أسس منشورات «اليسار» في قرية باقة الغربية عام 1980، وانتقل إلى جت عام 1985. يرأس تحرير مجلة «المسيرة» الفصلية.

## محطات
1959 ولد في قرية جت المثلث (جت الشعراوية سابقًا).نشأ وترعرع في شوارع وحواري القرية، تعلم في كُتاب البلدة. ومن ثم انتظم في مدرسة جت الابتدائية الرسمية والوحيدة في البلدة. حتى تخرج منها في الصف التاسع. وتابع دراسته الثانوية في مدرسة الطيرة.
1977 تخرج من الثانوية.
1978 أسس منشورات «اليسار» في باقة الغربية القريبة من بلدته وافتتح أول مطبعة في المثلث وكان ذلك أواخر العام (1978م). أصدر العديد من الكتب والمؤلفات المحلية.
لاحقته أجهزة الشرطة الإسرائيلية وزجوا به في السجون لمدد متفاوتة.
1981 انتقل إلى بلدته جت، وافتتح مكتب للطباعة والنشر، وقام باصدار مجلة فصلية ثقافية «المسيرة» وجريدة اسبوعية «الديار» حتى العام 1988، وعمل بعدها في مجالات عديدة بعيدة عن الثقافة والاصدارات، بعد
ذلك قام بالعمل في التوزيع الثقافي.
1993 – أسس منشورات شمس وأصدرت مجلة شهرية صدر منها ستة أعداد.وما زال يعمل في إصدار الكتب المحلية وتوزيعها، عمل لحساب الكثير من المؤسسات الاعلامية المحلية العربية منها البيادر السياسي، الأيام، الكاتب، الاتحاد، الحياة الجديدة (جمعية الدراسات العربية – القدس) وصحف محلية أخرى، ساهم في جمع وحفظ الكثير من القطع التراثية، وأقيم متحف في البلدة من أجل عرض هذه الأدوات.
أسس مؤسسة «الخابية» لجمع وتوثيق المطبوعات العربية في الداخل (48)، وما زال يجمع كل ما تصل إليه يداي من منشورات ومطبوعات.
2004 – بدأت اهتماماته في الجانب التراثي وبالذات في مجال الثقافية الشعبية حيث قام بجمع وتوثيق الحكايات الشعبية الفلسطينية. وقام بأدائها وسردها للناس والاطفال والطلاب. ويعمل اليوم في هذا المجال بالعديد من المؤسسات (مدارس، نوادي، جمعيات، مجموعات) ونشر أربعة حكايات شعبية معدة للأطفال، ويعمل اليوم لإصدار موسوعة تشمل المئات من الحكايات الشعبية الفلسطينية.

## إصدارات
1. – جعفر ينهض من قبره - قصيدة، منشورات الأسوار، عكا - الجليل، (1979م).
2. – أنثى النرجس - تراجيديا شعرية، منشورات اليسار، باقة الغربية - المثلث، (1980م).
3. – عيون الأطفال - قصائد، منشورات اليسار، باقة الغربية - المثلث، (1984م).
4. – حريق في غابة أصابع - قصيدة شعرية، منشورات شمس، جت – المثلث، (1992م).
5. – أحلام محاصرة - قصائد، منشورات شمس، باقة الغربية - المثلث، (1992م).
6. – الخروج إلى جتستان - مراحل شعرية، منشورات شمس، باقة الغربية - المثلث، (1993م).
7. – من حكايات أيام زمان - قصص، منشورات شمس، جت - المثلث، (1997م)
8. – بعل مهر – شعر، منشورات شمس، جت – المثلث، (1999م).
9. – ألمقداديون - تاريخ، منشورات شمس، جت - المثلث، (2004م).[1]
10. – تاريخ عائلات جت - تاريخ، منشورات شمس، جت - المثلث، (2004م).[2]
11. – مختارات من قصص الأمثال العربية الحديثة، منشورات شمس، جت - المثلث، (2005م)
12. – مصطفى الفلسرائيلي - حكايا، منشورات شمس، جت - المثلث، (2008م).
13. – ثوار من بلادي - منشورات شمس، جت - المثلث، (2009م).
14. – ابطال من فلسطين - منشورات شمس، جت -المثلث، (2009م).
15. – ابطال من بلادي - منشورات شمس، جت - المثلث، (2009م).[3]
16. – أغاني الزيت والزيتون - منشورات شمس، جت - المثلث (2009م).
17. – مناضلات من فلسطين - منشورات شمس، جت - المثلث (2010م).[4]
18. – أغاني ست الحبايب - منشورات شمس، جت - المثلث، (2012م).
19. – الغربة كربه - حكايات الامثال الشعبية - منشورات شمس، جت - المثلث، (2012م).
20. – الحصاد والبيادر - منشورات شمس، جت - المثلث، (2014م).[5]
21. – رجال وأبطال من فلسطين (1948م)، صدرت في جزأين - منشورات شمس، جت - المثلث، (2014م).[6]
22. – من األامثال الشعبية الفلسطينية - منشورات شمس، جت - المثلث، (2014م).
23. – التراث الشعبي والفلكلور - منشورات شمس، جت - المثلث، (2014م).[7]
24. – حكايات شعبية فلسطينية للبالغين - منشورات شمس، جت المثلث، (2014م).[8]
25. – ثوار عرب في فلسطين - منشورات شمس، جت المثلث، (2015م).[9]
26. – العصافير – حكايا الجواسيس—منشورات شمس، جت المثلث، (2015م).[10]
27. – الغراب والبومة وابن الحكومة – منشورات شمس جت، (2016)[11]
28. – حكايا الأمثال الشعبية: الحمار مركوب الأجاويد – منشورات شمس، جت المثلث، (2017)[12]
29. - جمهرة الحمير - منشورات شمس، جت المثلث، (2020)